# Zokok
Zokok est un quartier de la commune de MAROUA II, il appartient au département du Diamaré et la région de l’Extrême-Nord Cameroun .

## Origine
Le nom du quartier Zokok viendrait du mot Guiziga zaaka qui fait référence à un environnement d'ambiance nocturne qui régnait dans cette zone. C'est premièrement le terme zak qui fut utilisé pour faire référence à cette zone et qui se transforma plus tard en Zokok.

## Population
Les peuples qui se partagent le quartier de Zokok sont principalement les Megesele, Mogodinger, et Digidim. Ces différents peuples ont fournis des chefs traditionnels et des notables à la ville de Maroua.

## Economie
La principale activité économique qui règne dans ce quartier est la même qui règne dans l'arrondissement de Maroua II il s'agit là du commerce. Au vu des multitudes stand de ventes tout au long des routes. Cependant, l'élévage et l'artisanat sont également des activités génératrices de revenus.

### Articles externes
- kakataré
- Baouliwol
- Diguirwo
- Domayo